# Станіславув (Паєнчанський повіт)
Станіславув (пол. Stanisławów) — село в Польщі, у гміні Сульмежиці Паєнчанського повіту Лодзинського воєводства.
Населення — 77 осіб (2011).
У 1975-1998 роках село належало до Пйотрковського воєводства.

## Демографія
Демографічна структура станом на 31 березня 2011 року:
|          | Загалом | Допрацездатний вік | Працездатний вік | Постпрацездатний вік |
| -------- | ------- | ------------------ | ---------------- | -------------------- |
| Чоловіки | 37      | 7                  | 24               | 6                    |
| Жінки    | 40      | 10                 | 19               | 11                   |
| Разом    | 77      | 17                 | 43               | 17                   |